# Richard Rich
Richard Rich (Long Beach, 21 luglio 1951) è un regista, produttore cinematografico e sceneggiatore statunitense.
È noto per essere il fondatore e titolare della Crest Animation Productions.

## Biografia
Rich iniziò la sua carriera gestendo la corrispondenza dei Walt Disney Studios, ma si fece strada fino a diventare primo assistente alla regia in varie produzioni dal 1971 alla fine del decennio. Fece il suo debutto alla regia su Red e Toby - Nemiciamici (1981), e poi diresse Taron e la pentola magica (1985).
Dopo aver lasciato la Disney, nel 1986 fondò i Rich Animation Studios (unica società per la quale ha lavorato da allora, dirigendone la maggioranza delle produzioni). Lo studio fu subito acquisito dalla Nest Family Entertainment, e Rich produsse e diresse diverse serie animate direct-to-video di tema cristiano e storico la cui produzione continuò fino al 2005: Animated Stories from the New Testament, Animated Stories from the Book of Mormon, Animated Hero Classics e Animated Stories from the Bible. Nel 1994 Rich diresse il primo lungometraggio cinematografico della società, L'incantesimo del lago, che ha dato origine a quattro sequel. Tuttavia, sia L'incantesimo del lago che il successivo Il re ed io (1999) furono dei fallimenti sia di critica che di pubblico, e nel 2000 la Nest Family Entertainment vendette lo studio ai Crest Animation Studios.
La società, ribattezzata RichCrest Animation Studios, continuò tuttavia a produrre film e serie animate con la Nest Family Entertainment. Rich diresse i lungometraggi La voce del cigno (2001) e Muhammad: The Last Prophet (2002), oltre alle serie animate direct-to-video. Di queste, I 10 comandamenti (2003) è l'unica ad essere stata distribuita in Italia.
Nel 2007 lo studio, con il nuovo nome di Crest Animation Productions, si riorganizzò per la produzione di film cinematografici e direct-to-video in animazione al computer. Rich ne ha prodotto i primi due titoli, Alpha and Omega (2010) e The Little Engine That Could (2011). In seguito è tornato alla regia per due sequel direct-to-video de L'incantesimo del lago e tre di Alpha and Omega.

## Filmografia

### Regista
- Red e Toby - Nemiciamici (The Fox and the Hound) (1981) - co-regia con Ted Berman e Art Stevens
- Taron e la pentola magica (The Black Cauldron) (1985) - co-regia con Ted Berman
- Animated Stories from the New Testament (1987-2005) - serie home video
- Animated Hero Classics (1991-2005) - serie home video
- Animated Stories from the Bible (1992-1995) - serie home video
- L'incantesimo del lago (The Swan Princess) (1994)[1]
- Leonardo da Vinci (1996) - film per tv
- L'incantesimo del lago 2 - Il segreto del castello (The Swan Princess: Escape from Castle Mountain) (1997) - direct-to-video
- L'incantesimo del lago 3 - Lo scrigno magico (The Swan Princess: The Mystery of the Enchanted Kingdom) (1998) - direct-to-video
- Il re ed io (The King and I) (1999)
- The Scarecrow (2000) - direct-to-video, co-regia con Brian Nissen
- La voce del cigno (The Trumpet of the Swan) (2001) - co-regia con Terry L. Noss
- Muhammad: The Last Prophet (2002)
- I 10 comandamenti (K10C: Kids' Ten Commandments) (2003) - serie home video
- L'incantesimo del lago: Un magico Natale (The Swan Princess Christmas) (2012) - direct-to-video
- Alpha and Omega: Lupi all'avventura (Alpha and Omega 2: A Howl-iday Adventure) (2013) - direct-to-video
- L'incantesimo del lago: Storia di una famiglia reale (The Swan Princess: A Royal Family Tale) (2014) - direct-to-video
- Alpha and Omega: Le olimpiadi invernali dei lupi (Alpha and Omega 3: The Great Wolf Games) (2014) - direct-to-video
- Alpha and Omega: La leggenda del fantasma della caverna (Alpha and Omega 4: The Legend of the Saw Tooth Cave) (2014) - direct-to-video
- Alpha and Omega: Vacanze in famiglia (Alpha and Omega: Family Vacation) (2015) – direct-to-video
- L'incantesimo del lago: La principessa pirata (The Swan Princess: Princess Tomorrow, Pirate Today!) (2016) – direct-to-video
- L'incantesimo del lago: Missione spie (The Swan Princess: Royally Undercover) (2017)  – direct-to-video
- L'incantesimo del lago: Un mistero reale (The Swan Princess: A Royal Myztery) (2018)  – direct-to-video
- L'incantesimo del lago: Il regno della musica (The Swan Princess: Kingdom of Music) (2019)  – direct-to-video
- L'incantesimo del lago: Un matrimonio reale (The Swan Princess: A Royal Wedding) (2020)  – direct-to-video
- L'incantesimo del lago - Il segreto della casa reale (The Swan Princess: A Fairy Tale is Born) (2023)  – direct-to-video
- L'incantesimo del lago: Il canto dell'amore (The Swan Princess: Far Longer than Forever) (2023)  – direct-to-video